# Utvecklingspsykologi
Utvecklingspsykologi är vetenskapen om människans kognitiva och sociala utveckling och behandlar i första hand människans psykologiska utveckling under barndomen och ungdomsåren. Man delar upp utvecklingen i faser eller steg, detta dels för att underlätta pedagogiskt, men också för att det finns en överensstämmelse mellan dessa steg och den neurala utvecklingen.
Inom psykodynamisk tradition kopplar man samman barnets utveckling och "tidiga störningar" med hur den vuxna individen mår.

## Olika teorier om utvecklingsfaser
Vilka utvecklingsfaserna är och när man träder in i dem finns det olika tankar kring:
Jean Piaget (1896–1980) talade mycket om barnets kognitiva utveckling och delade upp den i fyra stadier: den sensomotoriska fasen (0 till ca 2 år), den för-operationella fasen (2 till ca 6/7 år), den konkret-operationella fasen (6/7 till ca 11/12 år) och den formal-operationella fasen (11/12 år till ca 15 år). Exempel på delsteg i utvecklingen är "objektskonstans" och förmågan till hypotetiskt tänkande. Vidare använde Piaget två begrepp för att beskriva processerna hur en individ tar till sig ny kunskap, ackommodation och assimilation.
Erik H. Erikson (1902–1994) utgick från Sigmund Freuds tankar om psykosexuell utvecklingsteori men ställde upp livet i åtta åldrar, från födsel till död, där människan i varje steg ställs inför en konflikt mellan två poler, till exempel "Identitet kontra Rollförvirring". Detta kallas för Eriksons psykosociala utvecklingsteori.
Margaret Mahler (1897–1985) studerade spädbarns utveckling och skapade den så kallade objektrelationsteorin, som beskriver "barnets psykiska födelse" fram till treårsåldern.
I Sverige var professor Stina Sandels (1908–1990) den första som forskade kring utvecklingen hos barn i åldrarna 1,5 till 8,5 år.

### Vygotskijs utvecklingsteori
Den ryske psykologen Lev Vygotskij argumenterade för att människan går igenom sex perioder under sin utveckling som barn och ungdom. Perioden mellan födseln och 2,5 månader kallas för den preliminära perioden, då utvecklingen framför allt kretsar kring fysiologiska behov. Därefter följer vad Vygotskij benämnde "den första perioden", mellan 2,5 månader och 1 år. Under den här perioden börjar barnet interagera känslomässigt med den som tar hand om barnet och börjar också uttrycka känslor mer tydligt, genom ansiktsuttryck, verbal kommunikation och kroppsspråk. Mellan 1 och 3 år fokuserar barn enligt Vygotskij på att utforska olika objekts sociala betydelse, till exempel hur man använder leksaker. Barn börjar också peka och referera till olika objekt mer utförligt i takt med att språket utvecklas.
Mellan 3 och 6 år lär sig barn att rollspela, något som bland annat tar sig uttryck i olika lekar. Barn utvecklar symboliska tankar och använder språket för att reglera sig själv och andra under perioden. Mellan 6 och 11-12 år utvecklas barn inte minst genom inlärning i skolan. De lär sig även mer avancerad symbolik, självreglering och övar på att mentalt inta en icke-egocentrisk position. Den sista perioden inträder mellan 11-12 och 20-21 år. Den huvudsakliga motivationen under perioden är att interagera med jämnåriga och under den här tiden tränar man på mer formellt logiska tankebanor.